# Erlenmeyer (fiole)
Pour les articles homonymes, voir Erlenmeyer.

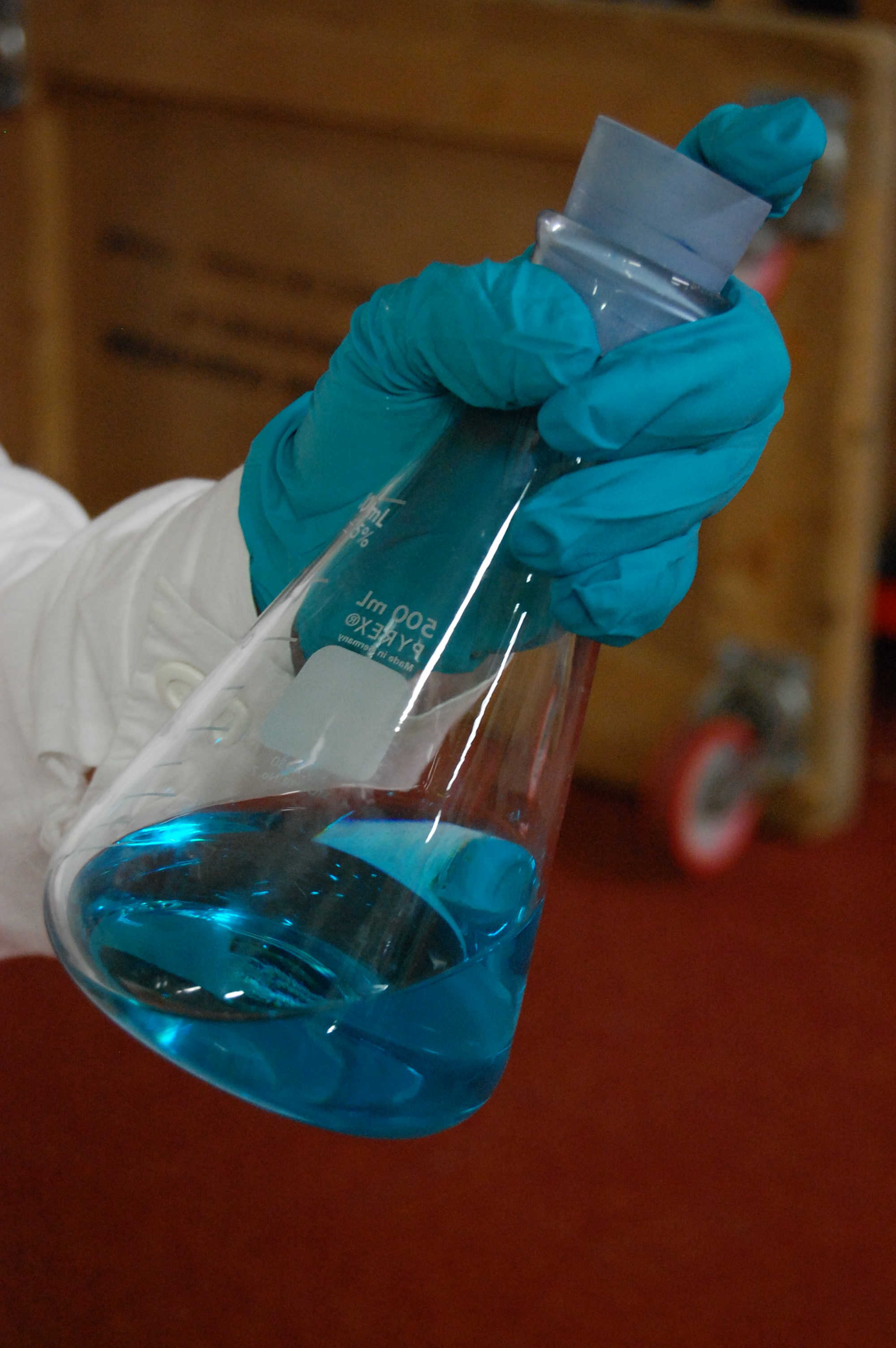
Fiole erlenmeyer de 500 ml.

Différents erlenmeyers.

La fiole Erlenmeyer, aussi connue sous le nom de fiole conique ou fiole de titrage, couramment appelée erlenmeyer ou plus familièrement erlen, est un récipient largement utilisé en verrerie de laboratoire.
Il est constitué d'une base conique et d'un col cylindrique ; il existe différents types d'erlenmeyers selon la forme de ce col, la plus courante étant l'erlenmeyer à col étroit.
L'erlenmeyer doit son nom à Emil Erlenmeyer, chimiste allemand (1825-1909) qui l'a inventé en 1861.

## Utilisation au laboratoire
L'erlenmeyer peut être comparé au bécher, autre récipient très utilisé au laboratoire, dont il se distingue par un col rétréci :
- l'erlenmeyer peut être bouché par un bouchon en liège ou en plastique, un steristopper, ou encore un film plastique, afin d'agiter un mélange, de conserver une solution ou de limiter l'évaporation ;
- cette forme limite également les projections lors d'une réaction fortement exothermique ou lorsqu'on recueille un liquide goutte à goutte ;
- par contre on ne peut pas utiliser l'erlenmeyer lorsqu'on a besoin de plonger plusieurs instruments de mesure (thermomètre, pH-mètre, conductimètre, etc.), on lui préfère alors le bécher.

Le ballon est un autre récipient de laboratoire qui possède un col rétréci, mais, pour des raisons de stabilité, l'erlenmeyer est utilisé préférentiellement lorsqu'il doit être posé sur une surface plane, paillasse ou plaque chauffante, tandis que le ballon est quasiment réservé aux situations nécessitant un chauffage réparti.
L'erlenmeyer, comme le bécher, est généralement gradué pour indiquer approximativement le volume de liquide qu'il contient ; toutefois ces récipients ne doivent pas être utilisés pour mesurer un volume : on utilise à cet effet une pipette, une burette, une fiole jaugée ou une éprouvette graduée selon le volume à mesurer et la précision nécessaire.

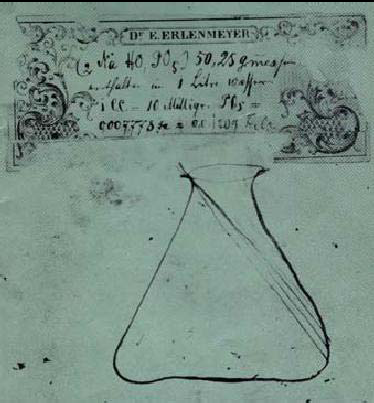
Dessin original.
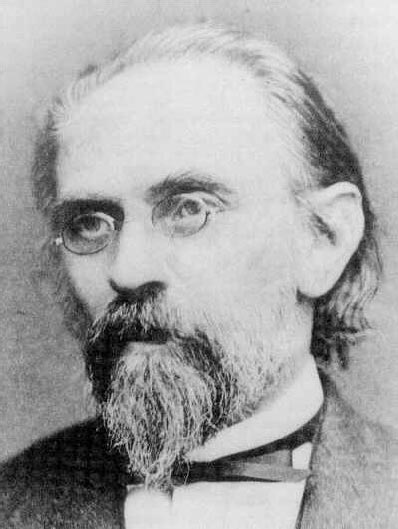
Emil Erlenmeyer.
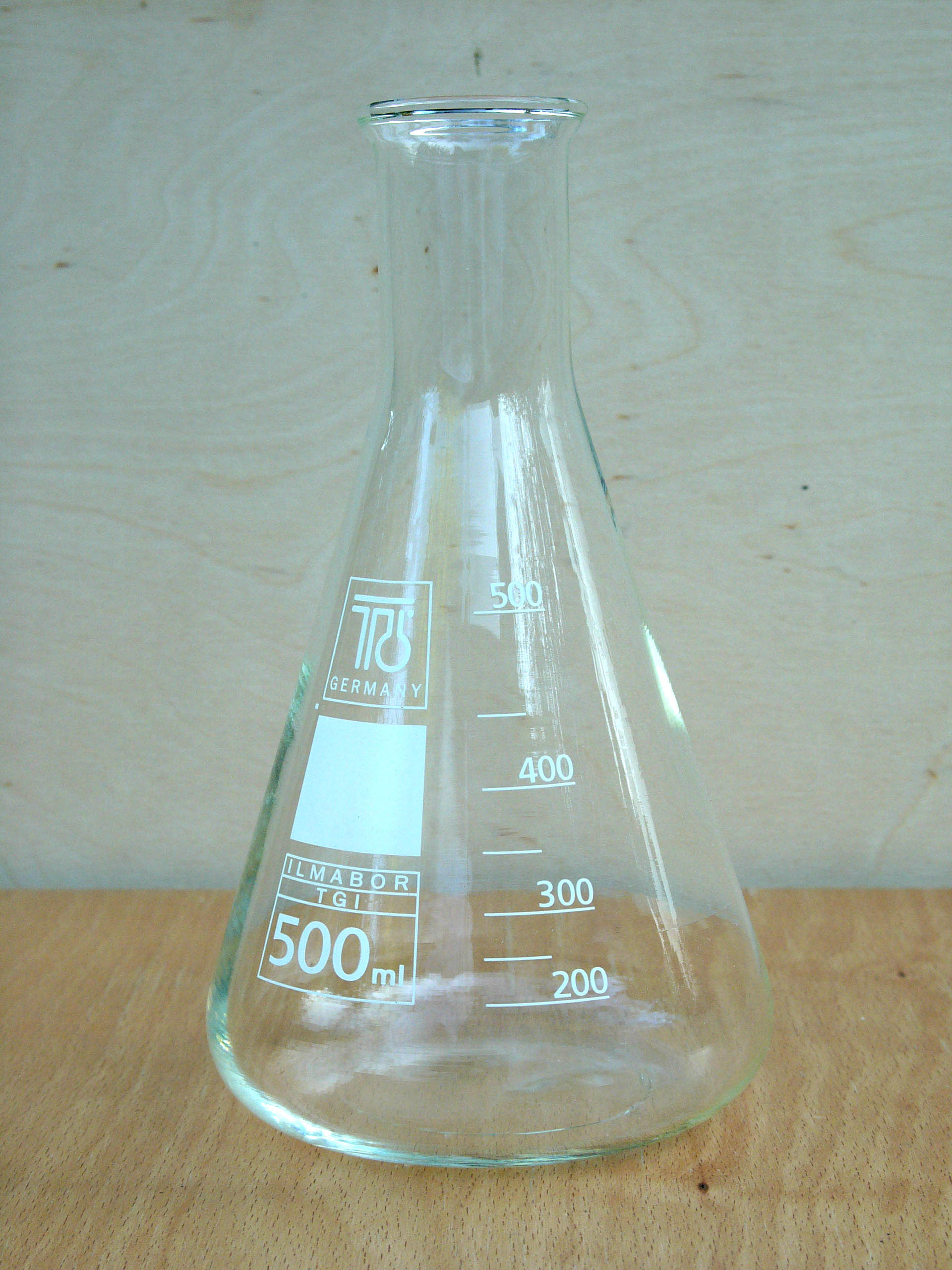
Fiole erlenmeyer de 500 mL.